# Male Starosillea, Smila
Male Starosillea (în ucraineană Мале Старосілля) este o comună în raionul Smila, regiunea Cerkasî, Ucraina, formată numai din satul de reședință.

## Demografie
Componența lingvistică a comunei Male Starosillea
     Ucraineană (97,38%)
     Rusă (2,62%)
Conform recensământului din 2001, majoritatea populației comunei Male Starosillea era vorbitoare de ucraineană (97,38%), existând în minoritate și vorbitori de rusă (2,62%).